# Chavo Guerrero
Salvador Guerrero IV (20 d'octubre del 1970 -), més conegut com a Chavo Guerrero és un lluitador professional de Mèxic que treballa a la marca RAW de World Wrestling Entertainment (WWE).